# Poplar Bluff (Missouri)
Poplar Bluff település az Amerikai Egyesült Államok Missouri államában, Butler megyében, melynek megyeszékhelye is. Lakosainak száma 16 225 fő (2020. április 1.).

## Népesség
A település népességének változása:

| 2010 | 17 023 |
| 2020 | 16 225 |